# Gijsbert VI van Bronckhorst

Stamwapen

heerlijkheid Borculo

Gijsbert VI van Bronckhorst-Borculo (ca. 1367 - 1 november 1409) was heer van Bronckhorst (1399-1409) en van Borculo (1405-1409) was een zoon van Willem IV van Bronckhorst en Cunegonde van Meurs.

## Heerlijkheid Borculo
Gijsbert werd de derde heer van Borculo uit het geslacht van Bronckhorst. Hij erfde de heerlijkheid in 1405 van zijn vaders broer Frederik van Bronckhorst (ovl. 1405). Hij werd ook wel Gijsbert II van Bronckhorst en Borculo genoemd. Hij zag zich in 1406 genoodzaakt de leenheerschappij over Borculo en Lichtenvoorde op te dragen aan de bisschop van Münster. Ook de volgende heren van Bronkhorst-Borculo hebben de bisschop steeds als hun leenheer erkend.

## Huwelijk en kinderen
Gijsbert trouwde in 1391 met Heilwig van Tecklenburg, dochter van Otto VI van Tecklenburg en Adelheid van der Lippe.
Zij waren de ouders van:
- Willem V van Bronckhorst-Borculo (circa 1392-1429), heer van Bronckhorst (1417-1429)
- Otto van Bronckhorst-Borculo (circa 1392 - 23 februari 1458), heer van Bronkhorst (1429-58) en Borculo (1417-58)
- Kunigunda van Bronckhorst, trouwde in 1422 met Jan II van Montfoort
- Gijsberta